# 爾朱彥伯
爾朱彥伯（496年—532年5月20日），北秀容（今山西省忻州市忻府區）人，南北朝北魏政治人物，官至司徒。

## 生平
爾朱彥伯個性和厚，以奉朝請为起家官，累遷奉車都尉，擔任為爾朱榮府內長史。長廣王元曄被爾朱兆與爾朱世隆擁立為皇帝，任命爾朱彥伯為侍中。廣陵王元恭躲藏於龍花佛寺，他就往來勸勉曉喻，表示殷勤；唯當時由於已立長廣王為帝，爾朱兆認為爾朱彥伯不參與預謀，十分憤怒，打算攻打爾朱世隆。元恭下詔華山王元鷙兼任尚書僕射、北道大使安撫爾朱兆，但他尚未釋然，於是爾朱世隆派遣爾朱彥伯親自勸諭，爾朱兆才打消念頭。
爾朱彥伯回來以後，元恭於顯陽殿設宴款待他，其時侍中源子恭、黃門郎竇瑗同在席上，他說：「源侍中和都督爾朱兆一起，和我在河內相持，彼時旗鼓相望，远看如隔了個天，怎料到今天會坐在這裡和陛下慶祝呢。」源子恭回應：「蒯徹曾說過，犬吠的不是他的主人。以前侍奉永安，如今天侍奉陛下而已。」元恭說：「源侍中真懂得猜度人心。」令二人不醉無歸。之後他獲任命為使持節、驃騎大將軍、右光祿大夫、馬場大都督，封博陵郡開國公；又進封為博陵郡王，遷官司徒。當時天氣乾旱，有人勸爾朱彥伯解任司徒，於是他辭職，不久除授儀同三司、侍中，他在兄弟之中最少犯錯。
爾朱天光在韓陵打敗仗，爾朱彥伯計劃領兵防守河橋作聲勢，爾朱世隆不聽從。普泰二年四月甲子（532年5月20日），斛斯椿命令弟弟斛斯元寿与张欢、长孙承业、贾显智等人率领骑兵袭击尔朱世隆和尔朱彦伯，他在皇宮中；長孫稚等人在神虎門向高歡陈述軍功，將剿滅爾朱氏。元恭立刻下令舍人郭崇報知他，結果爾朱彥伯狼狽出走，被俘虜後在閶闔門和爾朱世隆一同斬首，頭部在斛斯椿家門前的樹上，後獻給高歡，尔朱彦伯时年虚岁三十七。此前，洛陽有童謠：「三月末，四月初，揚灰簸土覔真珠。」又唱：「頭去項，脚根齊，驅上樹，不須梯。」都應驗了。
隋朝建立后，隋文帝诏令改葬尔朱彦伯。开皇九年十月廿四日（589年12月7日），尔朱彦伯迁葬于洛城西北灵山之南。

## 家庭

### 曾祖
- 尔朱勤，北魏梁郡公[7]

### 祖父
- 尔朱字真，北魏始安公[7]

### 父亲
- 尔朱珍，北魏相国、始安王[7]

### 兄弟姐妹
- 尔朱元静，嫁北魏骠骑大将军、中军大都督、北海郡公叱列延庆，封阳平长郡君
- 尔朱仲远，北魏大将军、左光祿大夫、兖州刺史、彭城王
- 尔朱世隆，北魏骠骑大将军、侍中、太保、开府、尚书令、仪同三师、乐平郡王
- 尔朱承世，北魏抚军将军、金紫光祿大夫、侍中、御史中丞、赵郡文贞公
- 尔朱弼，北魏骠骑大将军、开府仪同三司、青州刺史、朝阳王
- 尔朱袭，北魏中坚将军、员外散骑常侍、右军都督、万年武恭伯

### 子女
- 尔朱敞，隋朝上开府、都督徐邳兖沂泗海楚宋八州八镇诸军事、徐州总管、边城郡公

## 延伸阅读
[在维基数据编辑]
 《魏書/卷75》，出自魏收《魏书》